# Zeitschrift für Geschichtswissenschaft (1953)
Pour les articles homonymes, voir Zeitschrift für Geschichtswissenschaft.
Zeitschrift für Geschichtswissenschaft (ZfG) est un journal historiographique mensuel allemand fondé en 1953.